# H2O (gruppo musicale)
Gli H2O sono un gruppo New York hardcore statunitense nato nel 1994 dall'iniziativa del cantante Toby Morse.

## Storia del gruppo
La band ha iniziato la sua carriera nel 1994 aprendo per circa un anno concerti di gruppi come i Rancid.
Nel 1996 registrano il loro primo disco e nell'estate di quell'anno partecipano a un concerto dei Murphy's Law, qualche mese dopo suonano al CBGB's e subito dopo aprono il concerto dei Social Distortion.
Il gruppo ha la sua fase ascendente tra il 1997 e il 1999.
Nel 1997 esce il secondo album, Thicker Than Water, da quel momento sono in tour fino al 1998, aprono i concerti di:The Mighty Mighty Bosstones, Misfits, Pennywise, Sick of It All, CIV e partecipano anche al Warped Tour della Vans del 1998 e del 1999. Nel 1999 registrano il loro terzo disco, F.T.T.W. saranno nuovamente in tour fino al 2000 e parteciperanno ai concerti di: NOFX, Saves the Day, Bouncing Souls e 7 Seconds.
Nel dicembre del 2000 registrano il loro primo disco con una major, la MCA Records, Go. Il disco avrà molto successo, verrà trasmesso in molte radio e TV e il gruppo sarà in tour fino al 2002 con band del calibro di Blink-182, Sum 41, Face to Face e Good Charlotte.
Dal 2005 al 2007 sono di nuovo in tour, anche in Africa, suonando nuovamente con i Rancid.
Gli H2O ritornano in studio nel gennaio 2008 per iniziare a registrare il loro quinto album. Il 14 gennaio 2008, la band annuncia di aver firmato per la Bridge 9 Records e che il nuovo album sarebbe uscito il 27 maggio 2008. Intitolato Nothing to Prove, è il loro primo lavoro di nuovo materiale in sette anni. La band supporta l'uscita dell'album con alcune date in supporto dei Rancid negli Stati Uniti e successivamente con un lungo tour europeo.
Da febbraio a marzo 2011, tornano nuovamente in studio per iniziare le registrazioni di un CD di cover di alcune tra le loro band punk e hardcore preferite. La band promuove il lavoro, intitolato Don't Forget Your Roots, girando l'Australia durante il Soundwave 2011 nel febbraio/marzo e l'Europe in aprile e maggio, toccando anche l'Italia per due date, insieme a Dropkick Murphys, Madball e Devil's Brigade.
Nel marzo 2015, gli H2O iniziano a registrare il nuovo Use Your Voice, in uscita il 9 ottobre 2015 su Bridge Nine Records.
Nell'aprile 2015 la band va per la prima volta in tour in Messico. Il 5 agosto dello stesso anno, Todd Morse conferma ufficialmente sul suo profilo Twitter di aver lasciato la band.

## Formazione

### Formazione attuale
- Toby Morse - voce (1994-oggi)
- Rusty Pistachio - chitarra (1994-oggi)
- Adam Blake - basso (1996-oggi)
- Matt Henderson - chitarra (2022-oggi)
- Max Morse - batteria (2022-oggi)

### Ex componenti
- Eric Rice - basso (1994-1996)
- Max Capshaw - batteria (1994-1996)
- Todd Morse - chitarra (1995-2015)
- Todd Friend - batteria (1996-2022)
- Colin McGinnis - chitarra (2015-2018)

## Discografia

### Album in studio
- 1996 - H2O
- 1997 - Thicker Than Water
- 1999 - F.T.T.W.
- 2001 - Go
- 2008 - Nothing to Prove
- 2011 - Don't Forget Your Roots
- 2015 - Use Your Voice

### EP
- 2000 - This Is The East Coast...! Not LA !(split con i Dropkick Murphys)
- 2002 - All We Want
- 2011 - California

### Apparizioni in compilation
- 1999 - A Compilation of Warped Music II
- 2000 - World Warped III Live
- 2001 - Warped Tour 2001 Tour Compilation

### DVD
- 2005 - One Life One Chance